# Waldemar de Prusse

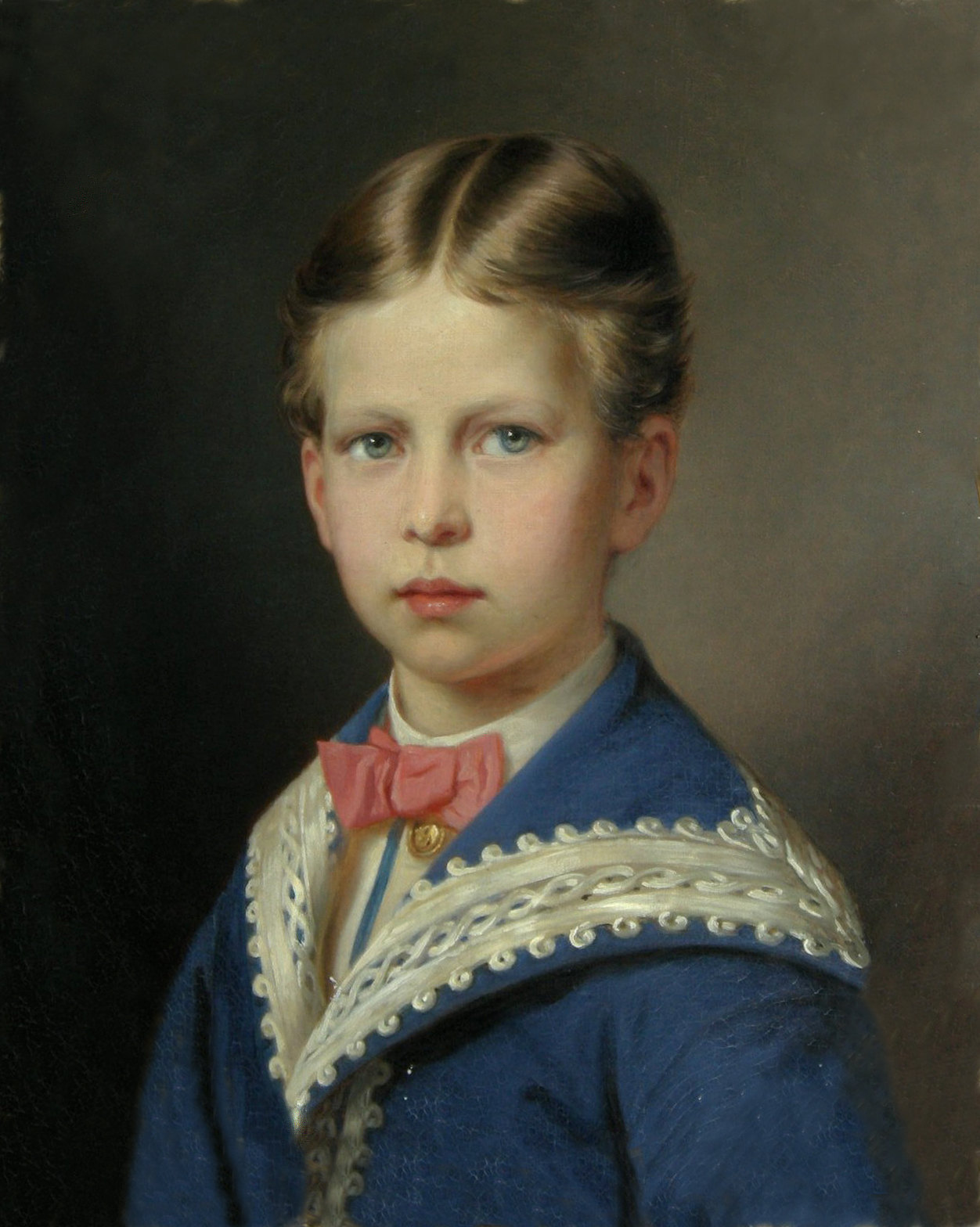
Waldemar de Prusse

Joachim Friedrich Ernst Waldemar de Prusse, né le 10 février 1868 à Berlin et mort le 27 mars 1879 dans cette même ville, est un prince impérial issu de la maison de Hohenzollern.
Fils du Kronprinz Frédéric-Guillaume et frère cadet du futur Kaiser Guillaume II, il est également le petit-fils de l'empereur Guillaume Ier et de la reine Victoria.

## Biographie

### Famille
Waldemar est le sixième enfant du Kronprinz (futur Kaiser Frédéric III (1831-1888)) et de la Kronprizessin née princesse Victoria du Royaume-Uni (1840-1901). Il a sept frères et sœurs dont le futur empereur Guillaume II (1859-1941).

### Caractère
Waldemar naît peu après la mort de son frère Sigismond et s'attire toute l'affection de ses parents. Il est décrit comme un garçon joyeux doté d'une grande sensibilité et d'une honnêteté irréprochable. Il prend rapidement goût aux études imposées par sa mère. Le prince est également réputé pour son amour des animaux. Un jour qu'il rend visite à sa grand-mère Victoria sur l'île de Wight, il laisse volontairement son crocodile domestique se promener en toute liberté, ce qui effraie son aïeule. Proche de cette dernière, Waldemar lui offre régulièrement des roches et des minéraux que la reine conserve précieusement. Contraint d'aller étudier dans des établissements prestigieux, le prince peine à se séparer de ses parents. Il intègre à l'âge de dix ans le 1er régiment à pied de la Garde en tant que lieutenant. Le 10 février 1878, il est fait membre de l'ordre de l'Aigle noir par son grand-père Guillaume Ier.

### Mort
Durant l'hiver 1878, une épidémie de diphtérie frappe l'Allemagne. La famille grand-ducale de Hesse est durement frappée car la grande-duchesse, sœur de la Kronprinzessin Victoria et sa plus jeune fille en succombe. En mars 1879, le prince Waldemar de Prusse est atteint par la diphtérie. En dépit des nombreuses mesures prises pour favoriser sa guérison, il ne se remet pas de la maladie et meurt à Berlin à la fin du mois à l'âge de 11 ans. Il est inhumé dans la Friedenskirche de Potsdam près de son frère ainé Sigismond de Prusse (mort en 1866 à l'âge de deux ans). Il y est plus tard rejoint par ses parents.

## Distinction
- Ordre de l'Aigle noir